# HD 157087
HD 157087，又名BD+25 3246，SAO 85016、HR 6455，是一颗恒星，视星等为5.38，位于銀經48.01，銀緯30.53，其B1900.0坐标为赤經17h 16m 5.2s，赤緯+25° 30.53′ 21″。